# Cerdon (Loiret)
Cerdon é uma comuna francesa na região administrativa do Centro, no departamento Loiret. Estende-se por uma área de 66,36 km². Em 2010 a comuna tinha 957 habitantes (densidade: 14,4 hab./km²).